# Marie-Hélène Lafon
Marie-Hélène Lafon, född 1 oktober 1962 i Aurillac, är en fransk författare och lärare i klassisk litteratur. Lafon skriver romaner och noveller, varav tre romantitlar har översatts till svenska. År 2020 vann hon Prix Renaudot med sin roman Histoire du fils.

## Biografi
Marie-Hélène Lafon är född och uppvuxen i en lantbrukarfamilj i Cantal, ett bergsområde i regionen Auvergne-Rhône-Alpes i centrala Frankrike. Hon och hennes syster blev de första i familjen att skaffa en högre utbildning. Efter några år vid en katolsk internatskola i Saint-Flour fortsatte hon att studera litteratur och klassiska språk vid Sorbonne där hon disputerade med en avhandling om etnologen och författaren Henri Pourrat.
Lafon har därefter varit verksam som lärare i fransk och klassisk litteratur. Hon är bosatt i Paris sedan 1980.

## Författarskap
Marie-Hélène Lafon debuterade 2001 med romanen Le Soir du chien. Denna kärlekshistoria, skildrad utifrån olika personers perspektiv, utspelar sig i författarens hemtrakter på landsbygden i Cantal. Den fick ett positivt mottagande och författaren belönades med Prix Renaudot.
Därefter har hon publicerat ytterligare tio romaner och ett antal novellsamlingar. De flesta har på något sätt anknytning till erfarenheter från den lantliga uppväxtmiljön. Bland franska nutida författare har hon en historia av klassresa gemensam med Annie Ernaux och  Édouard Louis. I Les Derniers indiens (svenska De sista indianerna) är det två äldre syskon som bor på ett nedlagt lantbruk vid vägs ände, dit samhällsutvecklingen inte har nått. L'Annonce (Annonsen) skildrar hur en ensam lantbrukare genom en kontaktannons lär känna en kvinna från en annan landsända, med målet att bygga ett nytt liv tillsammans. Romanen har gett författaren flera priser. Den bearbetades 2015 till en tv-film.
Nos vies (Våra liv) utspelar sig i Paris, dit den äldre berättaren är nyinflyttad. Hon är iakttagare av människor i sin omgivning, speciellt en yngre butikskassörska och en manlig kund som regelbundet söker upp just dennas kassakö. Som barn var berättaren den som skapade historier för sin blinda farmor, och på samma sätt väver hon nu tänkbara handlingar kring de personer hon iakttar. Hon reflekterar också över händelserna i sitt eget liv. Histoire du fils (En sons historia) spänner över ett sekel, där huvudpersonen André växer upp i en adoptivfamilj på landet, fadern är frånvarande och modern är ensamstående och bosatt i Paris.

### Romaner
- Le Soir du chien, Paris, Éditions Buchet/Chastel, 2001 ISBN 978-2-283-01853-8. – Réédition Paris, Éditions du Seuil, coll. « Points » no 1286, 2005. ISBN 2-02-063269-1.
- Sur la photo , Paris, Éditions Buchet/Chastel, 2003. ISBN 978-2-283-01904-7.
- Mo, Paris, Éditions Buchet/Chastel, 2005. ISBN 2-283-01965-6.
- Les Derniers Indiens, Paris, Éditions Buchet/Chastel, 2008. ISBN 978-2-283-02231-3.
  - De sista indianerna, översättning Anna Säflund-Orstadius. Elisabeth Grate bokförlag, 2017. ISBN 9789186497552
- La Maison Santoire, Saint-Pourçain-sur-Sioule, France, Bleu autour, 2008. ISBN 978-2-283-02477-5.
- L'Annonce, Paris, Éditions Buchet/Chastel, 2009. ISBN 978-2-283-02348-8.
  - Annonsen, översättning Anna Säflund-Orstadius, Elisabeth Grate bokförlag 2013, ISBN 9789186497248
- Les Pays , Paris, Éditions Buchet/Chastel, 2012. ISBN 978-2-283-02477-5.
- Joseph, Paris, Éditions Buchet/Chastel, 2014. ISBN 978-2-283-02644-1.
- Histoires, Paris, Éditions Buchet/Chastel, 2015. ISBN 978-2-283-02903-9.
- Nos vies, Paris, Éditions Buchet/Chastel, 2017. ISBN 978-2-283-02976-3.
  - Våra liv, översättning Jan Stolpe, Elisabeth Grate bokförlag 2019, ISBN 9789186497668).
- Histoire du fils, Paris, Éditions Buchet/Chastel, 2020. ISBN 978-2-283-03280-0.
  - En sons historia, översättning Anna Säflund-Orstadius, Elisabeth Grate bokförlag 2021, ISBN 9789186497811

### Noveller
- Liturgie , Paris, Éditions Buchet/Chastel, 2002. ISBN 2-283-01893-5.
- Organes , Paris, Éditions Buchet/Chastel, 2006. ISBN 978-2-283-02095-1.
- Gordana, illustré par Nihâl Martli. Paris, Éditions du Chemin de fer, 2012. ISBN 978-2-916130-41-5.
- Album, Paris, Éditions Buchet/Chastel, 2012. ISBN 978-2-283-02572-7.
- Traversée, Paris, Éditions Créaphis, Facim, 2013. ISBN 978-2-35428-073-4; ny utgåva., éditions Paulsen, 2015.

## Priser och utmärkelser
- Prix Renaudot des lycéens 2001 för Le Soir du chien.
- Auteur sélectionné au Festival du premier roman 2002 för Le Soir du chien.
- Prix Renaissance de la Nouvelle 2003 för Liturgie.
- Prix Page des libraires 2009 för L'Annonce.
- Prix Paroles d'encre 2009 för L'Annonce.
- Prix Marguerite-Audoux 2009 för L'Annonce.
- Prix La Montagne / Terre de France 2009 (Foire du livre de Brive-la-Gaillarde) för L'Annonce.
- Sélection Prix Femina 2009 för L'Annonce.
- Finalist i Prix Renaudot 2009 för L'Annonce.
- Prix du Style 2012 för Les Pays.
- Globe de cristal 2013 för Les Pays.
- Prix Arverne 2013 för Les Pays.
- Finalist i Prix Femina 2014 för Joseph.
- Prix Goncourt de la nouvelle 2016 för Histoires.
- Grand Prix SGDL för l'Œuvre 2020.
- Prix Renaudot för Histoire du Fils 2020.
- Kulturhuset Stadsteaterns internationella litteraturpris 2021, med Anna Säflund-Orstadius[25]